# 藤原敏史
藤原 敏史（ふじわら としふみ、1970年7月23日 - ）は、日本の映画監督。

## 経歴
1970年、神奈川県横浜市に生まれる。東京都とパリで育った。早稲田大学文学部、南カリフォルニア大学映画テレビジョン学部で学んだ。
2006年、『ぼくらはもう帰れない』がベルリン国際映画祭で上映された。
2007年、『映画は生きものの記録である 土本典昭の仕事』が公開された。
2011年、『無人地帯』が東京フィルメックスで上映された。

## 監督作品
- ぼくらはもう帰れない（2006年）
- 映画は生きものの記録である 土本典昭の仕事（2007年）
- 無人地帯（2011年）